# General Lázaro Cárdenas (Durango)
General Lázaro Cárdenas es una localidad del estado mexicano de Durango. Es parte del municipio de Nazas.

## Toponimia
El nombre de la localidad rinde homenaje a Lázaro Cárdenas, presidente de México de 1934 a 1940.

## Demografía
| Gráfica de evolución demográfica |
|                                  |

| Censo | Población |
| ----- | --------- |
| 1980  | 2 797     |
| 1990  | 2 739     |
| 2000  | 2 081     |
| 2010  | 1 927     |
| 2020  | 1 976     |